# Єр (футбольний клуб)
«Єр» (фр. Hyères FC) — французький футбольний клуб з однойменного міста, заснований 1912 року.

## Історія
Клуб був заснований в 1912 році. 1932 року клуб отримав професіональний статус і став співзасновником Національного чемпіонату, першого загальнофранцузького професіонального футбольного турніру. Там «Єр» у дебютному сезоні 1932/33 зайняв передостаннє 9-те місце і покинув елітний дивізіон, а у наступному 1934 році вилетів і з другого дивізіону, втративши професіональний статус.
Надалі команда виступала виключно на аматорському рівні та найбільшим досягненням стало завоювання титулу французького чемпіона серед аматорів у 1950 році. 

## Досягнення
- Аматорський чемпіон Франції: 1950

## Відомі гравці
- Франк Лебеф
- Нестор Комбен
- Елек Шварц
- Рудольф Ветцер